# アルジュバロータの戦い
アルジュバロータの戦い（ポルトガル語：Batalha de Aljubarrota, スペイン語：Batalla de Aljubarrota）は、1385年8月14日、ポルトガル王ジョアン1世および将軍ヌノ・アルヴァレス・ペレイラ率いるポルトガル軍とカスティーリャ王フアン1世の軍との間で、ポルトガル王位を巡って行われた戦闘。カスティーリャ軍は決定的敗北を喫し、ジョアン1世のポルトガル王位が確立された。

## 背景
14世紀末のヨーロッパは動乱の時代であった。百年戦争によりフランスは荒廃し、黒死病が猛威を振るい、貧困と飢饉により人々は苦しめられた。ポルトガルも例外ではなく、1383年にポルトガル王フェルナンド1世が男子のないまま没すると、王女ベアトリスが母レオノール・テレスを摂政としてポルトガル女王に即位する。レオノールはカスティーリャの支持を得るため、フアン1世にベアトリスとの結婚とポルトガル王位の譲渡を提案し、フアン1世は5月17日にベアトリスと結婚した。ポルトガルの貴族たちはカスティーリャ人による支配を嫌ってベアトリスの王位を認めず、1383年から1385年の期間を空位時代とした。1385年4月6日、コルテス（身分制議会）がコインブラで召集され、ペドロ1世の庶子でアヴィス騎士団総長のジョアンに王位を授けた。フアン1世は妻の王位を主張し、フランスの騎兵隊や彼に従うポルトガル貴族の軍とともにポルトガルへと侵攻した。

## ポルトガル軍の作戦
即位後、ジョアン1世はベアトリスとフアン1世を支持する都市（カミーニャ、ブラガ、ギマランイスなど）への侵攻を開始した。カスティーリャ軍の侵攻の知らせを受けて、ポルトガルの大将軍ヌノ・アルヴァレス・ペレイラもトマールの街でジョアン1世の軍に加わった。そこで、彼らは都リスボンに近づく前に敵軍と対峙することを決定した。
ジョアン1世は、ランカスター公ジョン・オブ・ゴーントの娘フィリッパと結婚することでイングランドと同盟を結んでおり、イングランドの弓兵隊が援軍として派遣されていた。ポルトガル軍はレイリア近郊で侵攻軍を迎え撃つ準備をした。アルヴァレス・ペレイラは戦場としてアルジュバロータ近くのサン・ジョルジェを選んだ。サン・ジョルジェは小さく平坦な丘で、小川に囲まれており、ごく小さな集落が現在も存在する場所である。8月14日午前10時頃、ポルトガル軍は丘の北側に、やがて敵軍の現れる街道へ向かって布陣した。14世紀における他の防衛戦（例えばクレシーの戦い、ポワティエの戦い）と同じように、ポルトガル軍は以下のように作戦を練った。下馬した騎兵隊と歩兵隊は長弓隊と共に両翼を固め、彼らも自然の障害（この戦いでは小川と急な坂）によって防御されていた。後衛にはジョアン1世自身が指揮する増援部隊が位置した。ポルトガル軍はこのように高い丘の上から敵軍の到着を観測することができ、急斜面によって、前面から攻撃を受ける心配は無かった。ポルトガル軍の背後には、最終的な戦場となる狭い坂があり、それは小さな村へと繋がっていたが、そこには対騎兵用の複雑に絡み合った堀が作られていた。この堀を使った戦術はこの時に生まれ、以降イングランド軍には百年戦争で、ポルトガル軍には以降のカスティーリャとの戦いで広く用いられた。

## カスティーリャ軍の到着

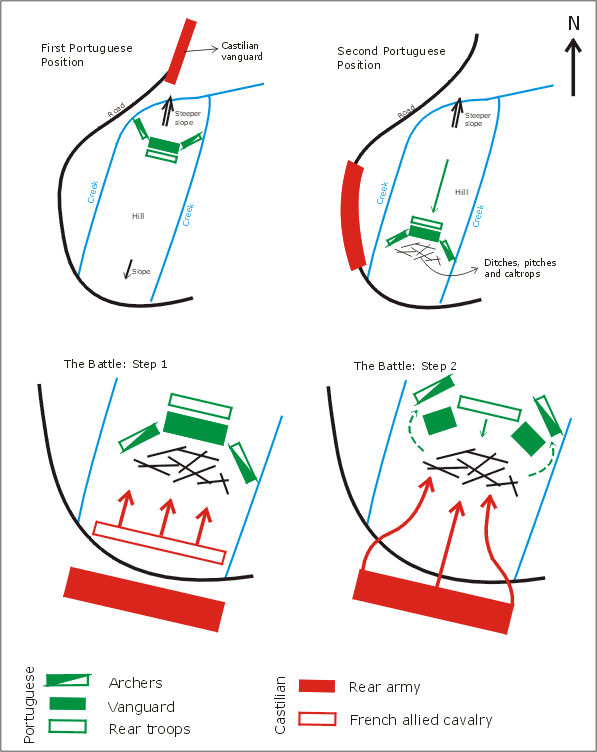
戦闘の経過

カスティーリャ軍の先兵は昼食時に北から現れた。ポルトガル軍の強固な防御体制を見たフアン1世は戦闘を避け、約3万の軍勢とともにゆっくりと丘を迂回し始めた。カスティーリャ軍の斥候は、丘の南側には緩やかな坂があり、攻撃が可能であることを報告した。
カスティーリャ軍の移動を見て、ポルトガル軍は南側の坂へと反転した。ポルトガル軍は少数だったので素早く動くことができ、正午には最終地点へ到達した。アルヴァレス・ペレイラは兵の士気を高め、防衛陣地を仕上げるために堀にカルトロップ（まきびし）を仕掛けるよう命じた。このような戦術はイングランド軍の典型的手法で、おそらく戦場のイングランド同盟軍の提案によるものと思われる。
午後6時ごろ、ようやくカスティーリャ軍の戦闘準備が整った。フアン1世自身の記録によれば、カスティーリャ兵は8月の炎天下を朝から行進していたため、その頃には疲れ果ててしまっていた。もはや休止する時間もなく、すぐに戦闘が始まった。

## 戦闘
開戦時の主導権はカスティーリャ側にあった。フランス重騎兵が敵戦線を粉砕しようとポルトガル軍に全力で突撃したが、ポルトガルの歩兵に接触する以前に早くも混乱に陥った。クレシーの戦いと同様に、防御側の弓兵と弩兵、および水路と堀に阻まれたためである。騎兵側の被害は甚大で戦果は皆無だった。カスティーリャの後詰からの支援は間に合わず、生き残った騎士は捕虜となってポルトガルの後衛部隊に送られた。
この時点でカスティーリャ軍の主力が戦闘に参加した。大軍ゆえに隊列は非常に大きく、小川に挟まれた小さな丘に無理矢理進入するため隊列を崩さざるを得なかった。一方でポルトガル軍は自軍を再編成した。アルヴァレス・ペレイラ率いる前衛は二手に分れ、ジョアン1世は弓兵と弩兵を後退させて、自身が率いる後衛を前に出して分れた前衛の間に配置した。全兵力が前線で必要だったため捕虜の騎士を見張る余裕がなくなり、ジョアン1世は騎士たちを即座に殺すよう命じてカスティーリャ軍との戦いへ向かった。
カスティーリャ軍はポルトガル軍の両翼部隊と前進する背面部隊に押し潰される形となった。両軍ともに多くの損害を出し、カスティーリャ軍とポルトガル軍左翼部隊が特に大きな犠牲を出した。日没までにカスティーリャ軍は全く防御不能の状態となり、まさに絶望的な戦況となった。フアン1世は退却を命じ、生き残ったカスティーリャ兵は逃亡を始めた。ポルトガル軍は追撃し、多くを倒して戦いに勝利した。

## 結果

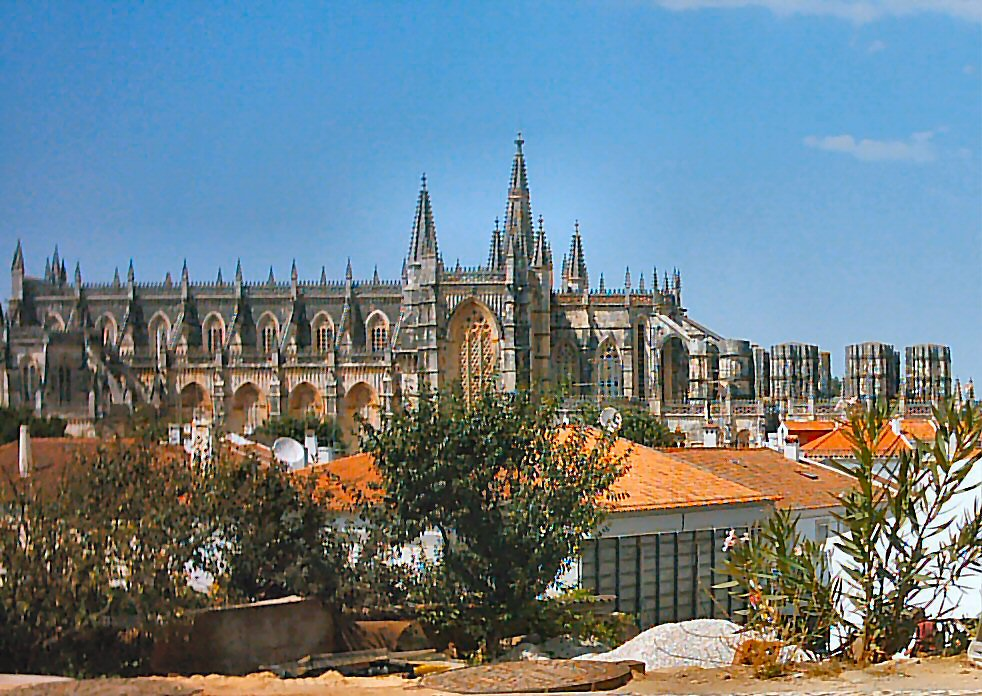
バターリャ修道院

夜が明けると、戦いの惨状が明らかになった。丘を取り囲む堀はカスティーリャ兵の死体であふれていた。フアン1世は命からがら逃げ出したが、兵卒だけでなく多くの貴族を置き去りに逃げたため、カスティーリャでは1387年のクリスマスまで国中が喪に服すことになった。フランス騎兵隊の分遣隊は、イングランド軍によって別の場所でも敗北した。数十年後のアジャンクールの戦いでも同じことが繰り返されることになる。
この勝利によってジョアン1世の王位が確定し、ポルトガルの独立が守られるとともに、アヴィス王朝が成立した。1390年のフアン1世の死まで国境紛争が繰り返し起こったが、ポルトガルの王権を揺るがすには至らなかった。勝利を祝して、また神の加護への感謝としてジョアン1世はバターリャ修道院の建設を命じ、またこの地にバターリャ（ポルトガル語で「戦い」の意）の街を作った。ジョアン1世と王妃フィリッパや王子たちはこの修道院に葬られており、世界遺産となっている。

## ポルトガル軍の勝因
歴史修正主義の立場から戦闘そのものへの疑問の声も上がっているが、
- 小川や急斜面を利用した主に地形的要因。これは補給や持久戦を度外視した作戦面での勝利とも言える。それに堀に罠を仕掛けるなど、後世へ向けたメッセージともなった。が、いずれも敵軍を誘導する必要があり、作戦面とのかかわり合いから地形的要因を単発で取り上げることはできない。
- 夏に戦いが行われた天候上の要因。カスティーリャ軍は移動後の戦いを強いられ、始まる前に兵士たちの士気が低下していた。対してポルトガル軍は迎え撃つ準備を整えていた。しかし戦争で長期にわたって移動を強いられることは珍しくもなく、これが作戦面に大きな影響を与えるとは考えられない。したがって将士の指揮能力も考慮に入れなくてはならない。
- 将帥の指揮能力・作戦の勝利。ジョアン1世の寡兵で大兵を破った手腕を、その能力に求めることも多い。しかしこれは歴史学の立場から検証する必要があり、彼をナポレオンと同一視するポルトガル人の考えには普遍性がない。よって誘導・撃破はその時の条件によって解釈が異なる。
- イングランドとフランスの援軍の力量差。詳細は百年戦争もしくは関連の各記事を参照。イングランド軍が強くフランス軍は弱かったなどという事実はない。それぞれに得意な戦法や戦闘方法があり、当時の軍勢の攻勢を示す資料はない。